# Karácsfa
Karácsfa (németül: Hagensdorf im Burgenland) Szentkút településrésze, egykor önálló község Ausztriában, Burgenland tartományban, a Németújvári járásban.

## Fekvése
Németújvártól 10 km-re délkeletre a Strém bal partján fekszik.

## Története
Karácsfát 1221-ben "Villa Karachon" alakban említik először. 1369-ben "Karachunfalua", 1418-ban "Karachonfalua" alakban szerepel a korabeli forrásokban. A monyorókeréki váruradalomhoz tartozott. 1482-ben a monyorókeréki pálosoké lett. Neve a régen a magyarban személynévként is használatos karácsony főnévből származik. Német neve csak évszázadokkal később 1618-ban bukkan fel először "Haderstorff" alakban. Templomát, melyet Szent Kozma és Damján vértanúk tiszteletére szenteltek 1428-ban említik először. A templom a falutól keletre emelkedő dombháton állt, melyet ma a falu temetőként használ. 1788-ban bontották le. A dombot ma is kivehető árok és sáncok övezik, mely alapján feltételezhető, hogy a templom egykor erődített volt. A falut 1532-ben felégette a török. 1538-ban és 1553-ban 33, 1599-ben 29 portát számláltak a településen. 1656-ban a szentkúti plébániához csatolták. A 18. század folyamán több hullámban svábokat telepítettek itt le. 1788-ban a régi templom lebontva annak anyagából a mai helyen ma is álló templomot építettek, melyet 1789-ben szenteltek fel. Az új templom felépültével megalapították a karácsfai plébániát, melyhez Lovászad és Németbükkös is hozzátartozott. 1787-ben 71 házban 467 lakos élt itt, 1804-ben 79 háza és 463 lakosa, 1819-ben 80 háza és 461 lakosa, 1828-ban 80 háza és 477 lakosa volt a településnek. 1843. április 21-én egy hatalmas tűzvészben 70 ház égett le, de a templom és a plébánia megmenekült. Az ezt követő újjáépítés után alakult ki a település mai utcaképe. 1850-ben megalakult a helyi tűzoltóegylet. 1857-ben 84 ház állt a faluban 442 lakossal.
Vályi András szerint " KARACSFA. Hagensdorf. Német falu Vas Várm. földes Ura G. Erdődy Uraság, lakosai katolikusok, fekszik Pinkavize mellett Csákányhoz 3/4 mértföldnyire, határja közép termékenységű, lakosai dolgosak, lovakkal is kereskednek javaik középszerűek."
Fényes Elek szerint " Karácsfa, (Hagensdorf), német falu, Vas vmegyében, ut. p. Körmend. Lakja 480 kath., kik szép lovakat nevelnek. Kath. paroch. templom. Birja gr. Erdődy."
Vas vármegye monográfiája szerint " Karácsfa, 81 házzal és 375 németajkú r. kath. lakossal. Postája Pinka-Mindszent, távírója Körmend. Kath. temploma 1700-ban épült. Földesurai az Erdődy grófok voltak."
A trianoni békeszerződésig Vas vármegye Körmendi járásához tartozott. A békeszerződések Ausztriának ítélték. A bevonuló osztrák csendőrség ellen azonban 1921-ben magyar szabadcsapatok léptek fel, melyeknek egyik vezetője Erdődy Tamás gróf volt. Az összecsapások során a gróf felesége is megsebesült.
A határkijelölésekor (delimitáció) a német többségű község Lovászad községgel együtt Ausztria mellett nyilatkozott. 1950-ben felépült az új iskolaépület. 1971-ben Karácsfát három másik községgel együtt közigazgatásilag Szentkúthoz csatolták. 2001-ben 274 lakosa volt.

## Nevezetességei
- Szent Kozma és Damján tiszteletére szentelt római katolikus temploma 1789-ben épült.
- Karácsfa és Lovászad között egy lapos dombháton fekszik egy sánccal és árokkal körülvett kúpszerű domb, ami ma mindkét településnek temetőként szolgál. A dombon állt korábban a karácsfai templom, amit 1788-ban lebontottak. Az erődítések eredete tisztázatlan, lehet hogy a templom, de lehet hogy egy korábbi kisebb várhoz tartoztak.